# Hiéroglyphe égyptien D17

Valeur fractionnaire des différentes parties de l'œil oudjat servant à noter une fraction d'heqat.

Le hiéroglyphe égyptien D17 (taches de faucon de l'œil oudjat) est classifié dans la section D « Parties du corps humain » de la liste de Gardiner ; cet hiéroglyphe y est noté D17.

## Représentation
Il représente les taches brunes de part et d'autre de l'œil d'un faucon pèlerin
| D15 |

| D15 |

| D16 |

| D16 |

| D16 |

| D16 |

Il est translittéré tj.t. 

## Utilisation
| t | i | t · D17 |

| t | i | t · D17 |

« forme, silhouette, figure, projet, conception, signe (écriture), hiéroglyphe ».
On dira qu'un texte est collationné tj.t r tj.t « signe par signe »